# Петро (Голіней)
Петро Голіней (нар. 12 липня 1973, Добротів) — український греко-католицький єпископ, з 12 липня 2023 року — єпископ-помічник Коломийської єпархії УГКЦ.

## Життєпис
Петро Голіней народився 12 липня 1973 року в с. Добротів Івано-Франківської області. У 1991—1996 роках навчався в Івано-Франківському богословсько-катехитичному інституті, де отримав диплом богослова і кваліфікацію вчителя релігії. Після дияконських свячень 9 квітня 1992 року допомагав священникам у відновленні греко-католицьких парафій у Чернівецькій області, упродовж 1996—1998 років служив дияконом у парафії смт Делятин. З 1997 по 2001 рік навчався в Прикарпатському державному університеті та здобув ступінь спеціаліста з історії.
Після священничих свячень 29 листопада 1998 року був сотрудником у Делятині, згодом відповідав за душпастирство молоді в Яремчанському деканаті (2000—2014), працював учителем історії в державній школі № 1 смт Делятин (2003—2016), був деканом Яремчанського деканату (2014—2016). Від 2005 до 2007 року продовжив богословські студії в Папському богословському інституті у Варшаві, де в 2010 році отримав ступінь магістра богослов'я, а в 2015 році — ліценціат з богослов'я. З 2016 року навчався в Папському східному інституті в Римі й у 2020 році отримав ступінь доктора східних церковних наук, захистивши дисертацію на тему «L'Aspetto spirituale nella formazione dei candidati al sacerdozio nella Chiesa Greco-Cattolica Ucraina nel periodo delle catacombe 1946 — al 1989» («Духовний аспект у формації кандидатів до священства в Українській Греко-Католицькій Церкві в катакомбному періоді 1946—1989 років»).
Від 3 грудня 2021 року — канцлер Апостольського екзархату для українців-католиків візантійського обряду в Італії. Від 1 серпня 2022 року — парох української парафії Святих Сергія і Вакха в Римі.
Окрім української, володіє польською, італійською та російською мовами.

## Єпископ
12 липня 2023 року Папа Франциск дав свою згоду на канонічний вибір ієрея Петра Голінея єпископом-помічником Коломийської єпархії, який здійснив Синод єпископів УГКЦ, і надав йому титул єпископа Абріттума.
Єпископська хіротонія відбулася 20 серпня 2023 року в катедральному храмі Преображення Господнього у м. Коломия. Головним святителем став Отець і Глава Української Греко-Католицької Церкви Блаженніший Святослав Шевчук, а співсвятителями — владика Василь Івасюк, єпарх Коломийський, та владика Діонісій Ляхович, апостольський екзарх для українців-католиків в Італії.